# Skäggetorp

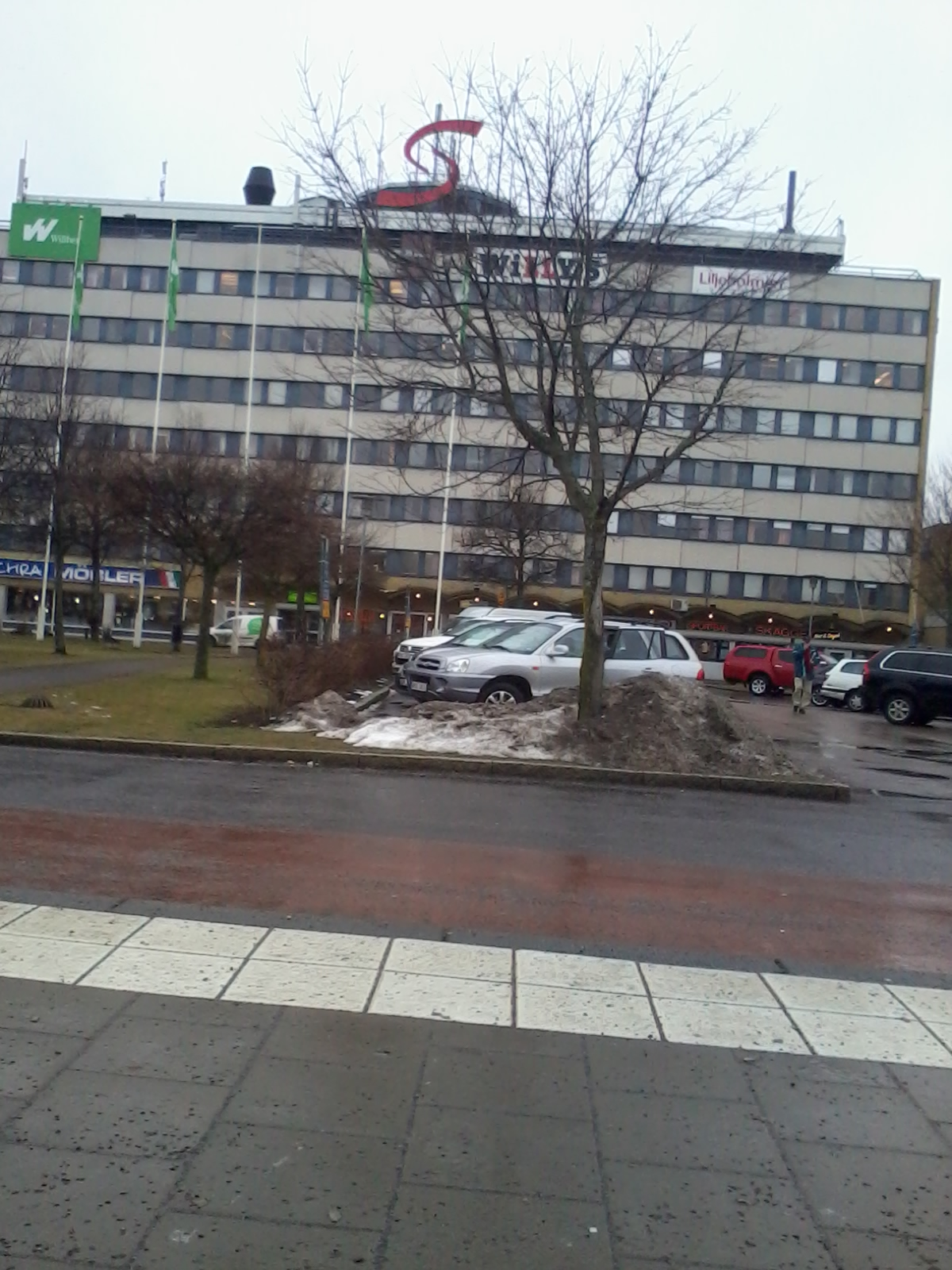
Skäggetorp centrum, februari 2014.

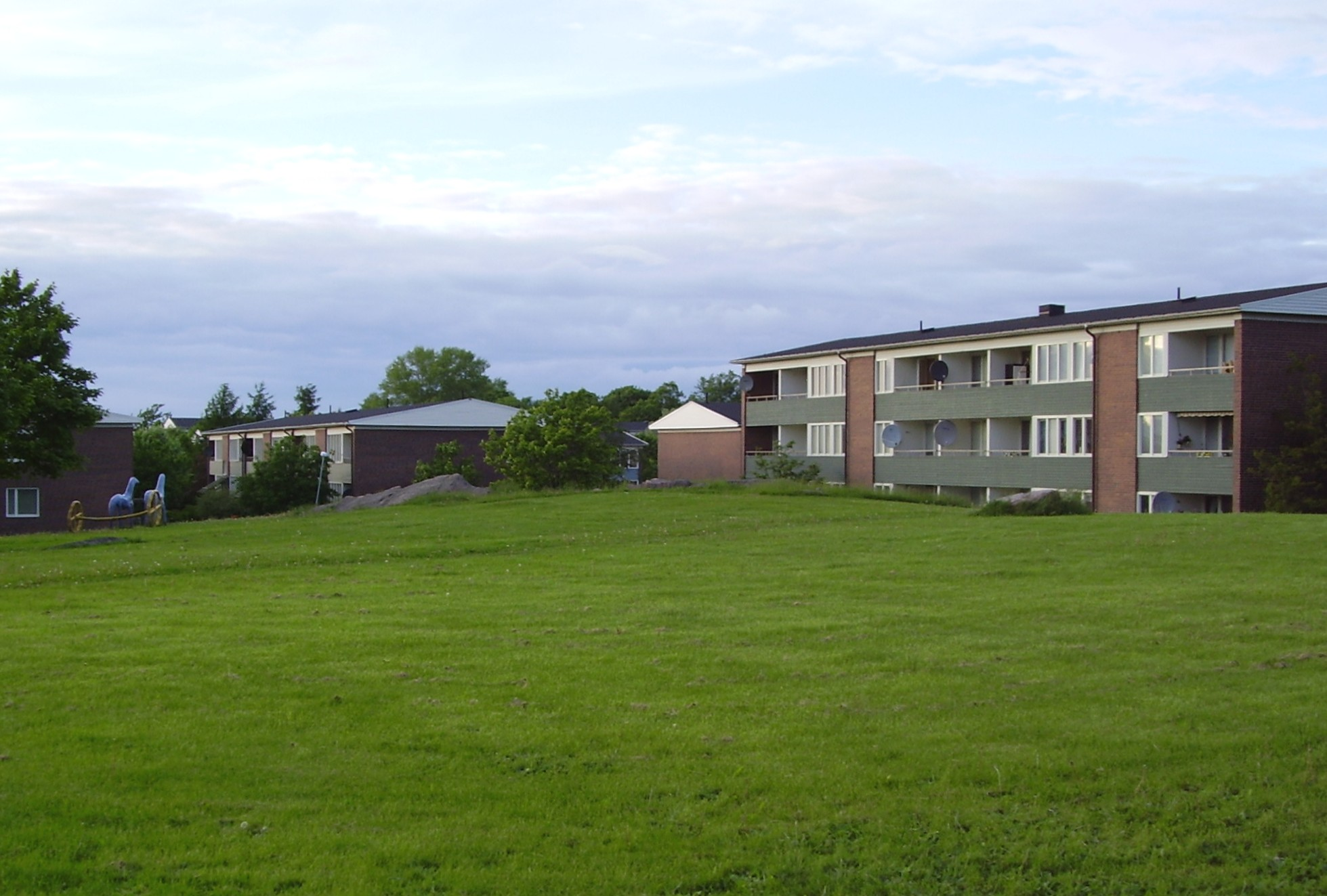
Lägenhetshus i Skäggetorp.

Skäggetorp är en stadsdel i Linköping, som ligger nordväst om stadskärnan. Bebyggelsen består mest av tvåvåningshus och trevåningshus, både bostadsrätter och hyreshus, som är uppbyggda runt ett stort centrum med kontorshus, affärer, apotek, träningslokaler med mera. I området finns även vårdcentral, tandläkare, skolor, barnomsorg, äldreboende, kyrka, bollplaner och Ullevi koloniområde.

## Bebyggelse

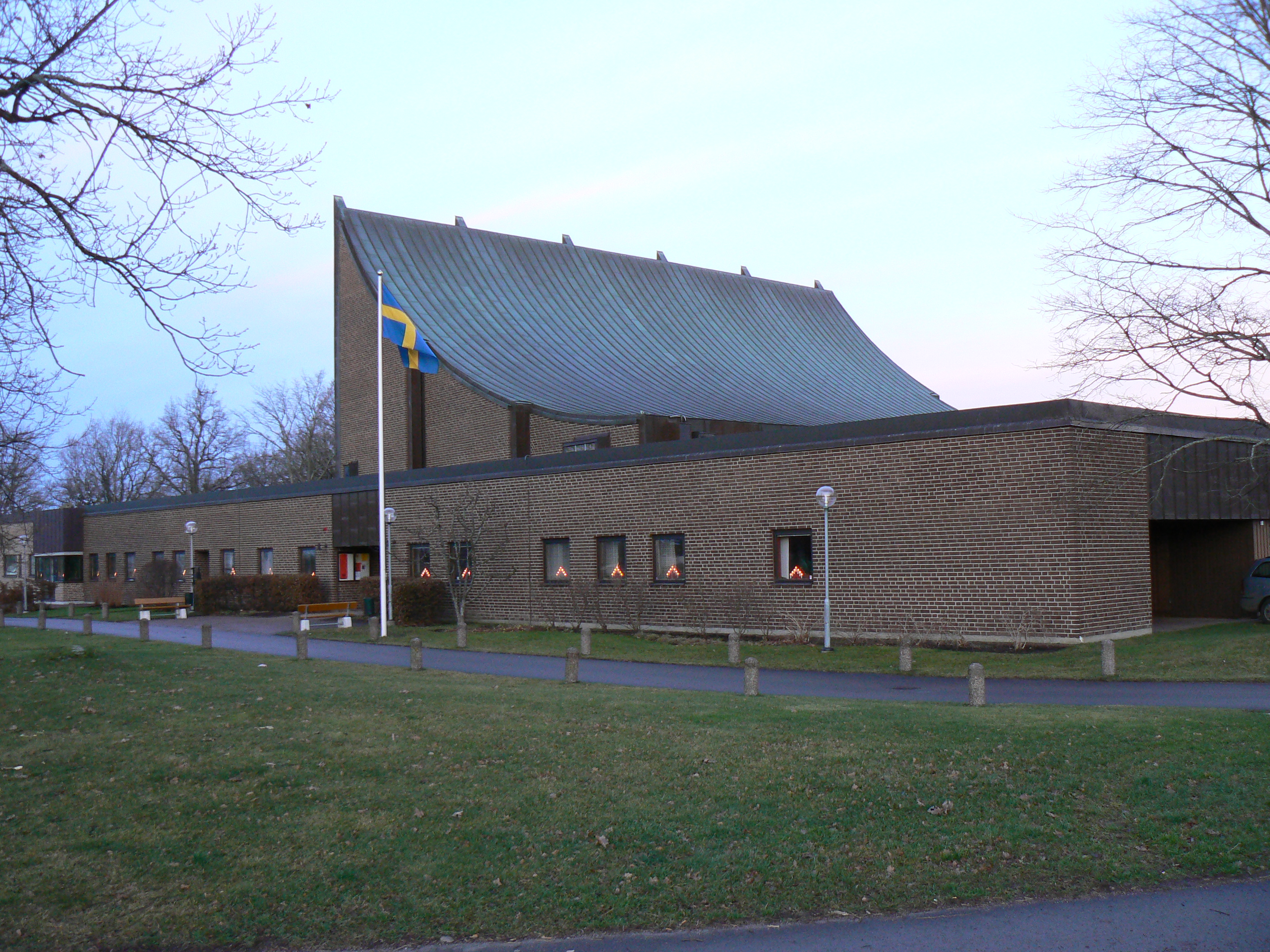
Skäggetorps kyrka, byggd 1975.

Skäggetorp började byggas söderifrån på 1960-talet, på 1970-talet byggdes Ullevi ut och 1986 byggdes fler flerbostadshus vid Skäggetorps centrum. Skäggetorp var en del av miljonprogrammet, och har dess karakteristika och trafikseparering av typ SCAFT. De flesta hus är idag två- eller trevåningshus.
Kulturhuset Agora, med bland annat bibliotek och teaterlokaler, invigdes 2019.

## Gränsande stadsdelar
Skäggetorp gränsar till stadsdelarna Ryd till sydväst, Tornby till öst, Vasastaden till sydost och Gottfridsberg till syd.

## Befolkning
Det bor drygt 10 200 invånare i stadsdelen (2020). I stadsdelen är ungefär 20,7% av befolkningen öppet arbetslösa eller i program med aktivitetsstöd (2021).
| Befolkningsutvecklingen i Skäggetorp 1965–2012 | Befolkningsutvecklingen i Skäggetorp 1965–2012 | Befolkningsutvecklingen i Skäggetorp 1965–2012 | Befolkningsutvecklingen i Skäggetorp 1965–2012 | Befolkningsutvecklingen i Skäggetorp 1965–2012 |
| ---------------------------------------------- | ---------------------------------------------- | ---------------------------------------------- | ---------------------------------------------- | ---------------------------------------------- |
|                                                |                                                |                                                |                                                |                                                |
| År                                             |                                                |                                                | Folkmängd                                      |                                                |
| 1965                                           | 1965                                           |                                                | 76                                             |                                                |
| 1980                                           | 1980                                           |                                                | 9 568                                          |                                                |
| 1990                                           | 1990                                           |                                                | 8 259                                          |                                                |
| 2000                                           | 2000                                           |                                                | 7 907                                          |                                                |
| 2010                                           | 2010                                           |                                                | 9 441                                          |                                                |
|                                                |                                                |                                                |                                                |                                                |

### Sociala förhållanden
Skäggetorp är enligt polisen ett ur brottssynpunkt problemområde som klassas som särskilt utsatt område från år 2015 då klassificeringen infördes.